# Вільям Гіккі
Вільям Едвард Гіккі (англ. William Edward Hickey) (19 вересня 1927 — 29 червня 1997) — американський актор театру і кіно. Номінант премій «Оскар» та «Еммі».

## Біографія
Народився у Брукліні, в ірландській родині. У 1948 році дебютував на театральній сцені в бродвейському спектаклі за п'єсою Ірвіна Шоу «Віддайте мертвих землі». У 1957 році дебютував на телебаченні, у ролі Біллі в телесеріалі «Ложна ціль». В тому ж році знявся у фільмі Річарда Квіна «Операція Скаженна куля».
У 1985 році, за роль Пріцці у фільмі Джона Г'юстона «Честь сім'ї Пріцці», отримав номінацію на престижну кінопремію «Оскар» в категорії «Найкраща чоловіча роль другого плану» (програв Дону Амічі). У 1990 році Гіккі було номіновано на премію «Еммі» за роль олігарха Карлтона Вебстера, але він програв Патріку Макгуену.
Останніми роботами актора в кіно стали роль Рудольфа Шмунца в комедії Гора Вербінскі «Мишаче полювання» та роль шерифа у фільмі жахів «Стукаючи в двері смерті».
Помер 29 червня 1997 року в нью-йоркському шпиталі Бет-Ізраєль від емфіземи легень та бронхіта. Похований на цвинтарі Evergreens в Брукліні. Фільм «Мишаче полювання» було присвячено пам'яті актора.

## Обрана фільмографія
- 1968 — Бостонський душитель — Юджин Т О'Рорк
- 1970 — Маленька велика людина — історик
- 1975 — 92 градуси у тіні — містер Скелтон
- 1985 — Честь сім'ї Пріцці — дон Корадо Пріцці
- 1986 — Божевільне літо — старий Бекерстед
- 1989 — Детективне агентство «Місячне сяйво» — містер Кендал
- 1989 — Різдвяні канікули — дядько Льюїз
- 1990 — Казки з темного боку — Дроган
- 1990 — Мої блакитні небеса — Біллі
- 1993 — Жах перед Різдвом — доктор Фінкльштейн
- 1995 — Майор Пейн — доктор Філіпс
- 1995 — Прощання з Парижем — Артур
- 1996 — Італійські коханці — монсеньйор
- 1997 — Мишаче полювання — Рудольф Шмунц
- 1997 — Стукаючи в двері смерті — шериф